# Chersina
Chersina es un género de tortuga de la familia Testudinidae endémico de Sudáfrica que  contiene una sola especie: Chersina angulata.